# Van Halen
Van Halen («Ван Хален», МФА: [væn'heɪlən]) — американская хард-рок-группа.
В 1972 году в городе Пасадена, штат Калифорния братья Эдвард и Алекс Ван Хален образовали рок-группу под названием «Mammoth». В 1973 году к ней присоединился вокалист Дэвид Ли Рот, а в 1974 году басист Майкл Энтони. В том же 1974 году коллектив переименовал группу в привычное называние Van Halen.
Группа быстро приобрела популярность и в конце 1970-х — начале 1980-х стала одной из самых успешных групп в мире рок-музыки. Группа выпустила 4 альбома, достигших вершины американского хит-парада.
Самый успешный альбом — 1984 . Главный сингл, Jump, стал международным хитом, достигшим вершины американского хит-парада Billboard Hot 100. Альбом продался количеством свыше 12 миллионов копий в США. Согласно Американской ассоциации звукозаписывающих компаний, Van Halen — 19-й самый продаваемый исполнитель в истории США, продавший свыше 56 миллионов альбомов в Штатах.
Группа также считается одной из самых продаваемых в мире с 80 млн проданных копий.
В 2007 году Van Halen была включена в Зал славы рок-н-ролла.
VH1 поставила группу на 7 место в списке топ 100 хард-рок исполнителей всех времен.

## История группы
Выходцы из Голландии, братья Эдвард и Алекс выросли в музыкальной семье. Их мать Эуджениа — уроженка острова Ява (Индонезия), отец Ян Ван Хален (Jan Van Halen) — уроженец Амстердама, профессиональный музыкант-саксофонист. В 1962 году семья Van Halen эмигрировала в США, в город Пасадена (Калифорния).
Дети с раннего возраста получали музыкальное образование, как и все в семье, по классу фортепиано. Осваивая другие инструменты, чтобы играть более современную музыку, Алекс осваивал гитару, а Эдди — ударные. В какой-то момент братья поменялись инструментами. В результате Эдди прославился как электрогитарист-виртуоз и конструктор гитар, а Алекс — как рок-барабанщик.
В 1972 году братья организовали свою рок-группу под названием «Mammoth» («Мамонт»): Эдвард — гитара и лидер-вокал, Алекс — барабаны, Марк Стоун (Mark Stone) — бас-гитара. В то время ребята не имели собственной звукоусилительной аппаратуры, поэтому для выступлений они вынуждены были платить за аренду микшерского пульта, усилителей и колонок по 50 долларов за вечер. Владельцем аппаратуры был один из музыкантов местной группы «The Red Ball Jets». Эдди решил пригласить его в группу в качестве основного вокалиста: во-первых, чтобы сэкономить деньги за аренду; во-вторых, сам он ненавидел петь. Таким образом, в 1973 году четвёртым участником становится вокалист Дэвид Ли Рот. Семья Дэвида — потомственные доктора: предки Дэвида во втором поколении, врачи-евреи, эмигрировали в Индиану из России.
Позже, в 1974 году, в группе произошло ещё одно изменение: Марка Стоуна заменил новый басист Майкл Энтони. Родители Майкла эмигрировали в США из Польши.
С течением времени выяснилось, что коллектив с названием «Mammoth» уже существует, и группа стала называть себя «Van Halen».
Первая демозапись группы под названием Zero, которую продюсировал Джин Симмонс — музыкант из Kiss, — с песнями «House Of Pain» и «Runnin' with the Devil», полностью провалилась. Через год, в 1977 году, с группой начал работать продюсер компании Warner Bros Тед Темплерман, взявший музыкантов под свою опеку.
Van Halen предъявляли особые требования в отношении прочности сцены, которые необходимо было выполнить для безопасности зрителей и самих членов группы во время концертных выступлений. Для того чтобы проверить, читал ли исполнитель контракт, в середине описания райдера группа включала требование предоставить драже M&M's без конфеток коричневого цвета. Если конфеток не было в раздевалке или среди конфет были коричневые, то управляющий группы мог сразу сказать, внимательно ли организаторы отнеслись к требованиям и нужно ли идти проверять сцену на соответствие условиям контракта.

### Эра Дэвида Ли Рота (1978—85)
Сотрудничество с Тедом Темплеманом оказалось важным этапом в жизни группы, музыканты получили контракт со звукозаписывающей компанией Warner Bros. Records. И уже в 1978 году компания выпустила первый альбом, называющийся Van Halen, который сделал группу всемирно известной. Успех группе принёс уникальный вокал Рота и специфическая гитарная техника Эдди Ван Халена. Пластинка заняла 12-е место в Billboard. Через три месяца после выхода альбом получает статус золотого, а ещё через три — платинового. В настоящее время альбом имеет статус бриллиантового: в общей сложности в мире было продано более 10 миллионов копий.
В том же году Эдвард Ван Хален был признан лучшим гитаристом-дебютантом года.
Спустя неделю после окончания гастролей группа записывает свой второй, не менее удачный альбом «Van Halen II» (1979). Сингл с песней из него «Dance the Night Away» попал в американский Топ 20, а сам альбом получил платиновый статус менее чем через два месяца после выхода.
Третий альбом группы Women and Children First, вышедший в 1980 году, раскрыл другую грань творчества музыкантов — экспериментальную. В частности, Эдди использует здесь необычное сочетание гитары и клавишных инструментов (вспомним про его основную музыкальную специальность). Альбом занял 6-ю строчку Billboard и повторил платиновый успех предыдущего. Однако в нём не было хитов, занявших какую-либо позицию в чартах. После выпуска альбома группа Van Halen провела своё первое крупномасштабное мировое турне.
1981 год вышел четвёртый диск Van Halen, Fair Warning, отличающийся мрачноватостью, хотя этот альбом содержал немало интересных моментов в плане техники игры Эдди. Несмотря на то, что популярность группы оставалась на высоте, диск продавался значительно хуже по сравнению с предыдущими.
Очередной долгоиграющий диск группы, Diver Down, выпущенный в 1982 году, представлял собой в основном набор кавер-версий песен других известных исполнителей, в частности суперхит «(Oh) Pretty Woman» Роя Орбисона. В записи альбома принял участие отец Эдди и Алекса Ян Ван Хален, сыгравший на кларнете. Несмотря на прохладное отношение к последнему диску, популярность Van Halen была чрезвычайно высока — их концерты собирали огромные стадионы поклонников, билеты на которые распродавались задолго до выступлений.
В начале января 1984 года в США поступил в продажу шестой по счёту диск Van Halen под названием «1984». Здесь впервые Эдди даёт полную волю клавишным, на которых во многих песнях исполнены лидирующие партии. Этот альбом звучит совершенно по-другому, чем все предыдущие альбомы группы. Песни «Hot for Teacher», «Panama», «I’ll Wait» и «Jump» попали на верхушку хит-парадов, причём последняя — на первое место. Эта работа представляла собой серьёзный прорыв как в музыкальном, так и в коммерческом плане. Диск повторил успех дебютного, а по некоторым параметрам даже превзошёл его, став очередным в истории группы платиновым альбомом (в Европе этот альбом поступил в продажу несколько ранее — в конце 1983 года).
Вскоре после выхода «1984», Дэвид Ли Рот окончательно разругался с остальными музыкантами и в 1985 году покинул группу.

### Эра Сэмми Хагара (1986—1996)
Место вокалиста в группе занимает Сэмми Хагар. Кроме исполнения вокальных партий Сэмми играл на соло- и ритм-гитаре, что дало возможность Эдди на концертах раскрывать свой талант не только как гитариста, но и как клавишника.
Первый альбом, выпущенный Van Halen в новом составе в 1986 году, получил название 5150 (код, используемый полицией США, обозначающий маньяка-психопата). На самом деле так называлась студия, в которой работала группа. Синглы с песнями попадали на первые строчки чартов. Сам альбом, как и некоторые предыдущие, получил платиновый статус.
В мае 1988 года вышел альбом OU812, также возглавивший Billboard 200. Название альбома содержало в себе ироничный ответ на первую сольную пластинку Дэвида Ли Рота Eat 'Em And Smile — «Жри, да радуйся» (дословно — «Съешь их и улыбайся»). Если прочесть название OU812 посимвольно, получится английская фраза «Oh You Ate One Too», которую можно перевести примерно так: «Так ты что, тоже этим питаешься». Этот диск Эдди и Алекс посвятили памяти своего отца Яна Ван Халена, умершего в 1986 году. Летом группа стала хедлайнером фестиваля Monsters of Rock, выступив вместе с Scorpions, Dokken, Metallica и Kingdom Come.
«Платиновым» стал и For Unlawful Carnal Knowledge, увидевший свет в 1991 году (название содержит неприличный акроним). За этот альбом группа Van Halen получила награду на 34-м вручении Grammy Awards в номинации «Лучшее хард-рок исполнение с вокалом».
В это же время Эдди и Алекс официально представили новый гитарный усилитель «5150». Он был создан фирмой «Peavey» под непосредственным руководством и при участии Эдди Ван Халена. Произошло это на зимней выставке NAMM 1992 года в Анахайме (Калифорния).
Группа продолжала интенсивную гастрольную деятельность. В 1993 году, использовав материал, записанный во время тура, Van Halen выпустила свой первый концертный альбом Live: Right Here, Right Now.
В 1995 году вышла самая значительная и мощная работа группы Van Halen Balance. При записи альбома Эдди использовал прототип новой гитары «Wolfgang», которую он создал для фирмы «Peavey» и назвал в честь своего сына. Кроме того, был использован новый гитарный усилитель «5150». Здесь наиболее полно и ярко раскрылось творчество каждого из музыкантов, особенно Сэмми Хагара как вокалиста. Для многих поклонников группы Van Halen альбом «Balance» считается вершиной творения, оставляя в тени даже 1984 и Van Halen. Что естественно для того времени, основной тираж «Balance» был выпущен на компакт-диске, но, кроме того, он также был отпечатан ограниченным тиражом в виде долгоиграющей пластинки на виниле.
Год спустя Эдвард (которому больше не нравился вариант его имени «Эдди») уволил Сэмми Хагара, отношения с которым в группе окончательно испортились. Вслед за этим Эдвард пригласил обратно Дэвида Ли Рота. Сотрудничество с ним вылилось в запись двух песен для сборника «Best of, Volume I» (1996). После этого Ли Рот снова уходит.

### Эра Гэри Чероне (1996—1999)
В октябре 1996 года место вокалиста после мучительных поисков занял Гари Чероне — бывший участник группы Extreme. С ним был записан альбом Van Halen III, вышедший в 1998 году. После записи «Тройки» группа провела концертный тур, в ходе которого исполняла песни и Хагара, и Рота. Сингл «Without You» попал в первые строчки чартов, но сам альбом оказался полностью провальным. Несмотря на то, что Чероне очень хорошо вписался в группу, показав себя прекрасным фронтменом на концертах, в группе он не удержался. После этих событий группа на несколько лет приостановила свою деятельность.
Сэмми Хаггар, помимо сольной деятельности, занялся производством своей текилы «Cabo Wabo», Майкл Энтони — производством своих фирменных острых соусов.
Лишь в 2003 году было объявлено об очередном туре Van Halen. Место вокалиста занял вернувшийся в группу Сэмми Хагар и они записали второй сборник — The Best of Both Worlds (2004). Однако отношения с ним снова не заладились. Испортились отношения также и с Майклом Энтони. По словам Эдварда, Van Halen нужен Сэмми, чтобы рекламировать своё «бухло», а Майклу — свои острые соусы. Во время тура «Безумного Энтони» иногда подменял на бас-гитаре молодой Вольфганг Ван Хален — сын Эдварда и племянник Алекса.

### Воссоединение с Ротом (2006—2020)
В 2006 году в группе Вольфганг официально занял место бас-гитариста, место вокалиста — Дэвид Ли Рот, вновь воссоединившись с группой.
В 2007—2008 годах прошло крупномасштабное турне Van Halen по США. Выступления проходили при переполненных залах. По ходу тура менеджменту группы пришлось организовать дополнительные концерты, поскольку билеты были полностью распроданы заранее.
3 июля 2008 года Van Halen сыграли на Quebec City Summer Festival перед аудиторией в 85 тысяч человек.
7 февраля 2012 года группа выпустила новый студийный альбом — A Different Kind of Truth. 20 апреля 2013 года Van Halen отыграли свой первый с 1984 года концерт за пределами Северной Америки и свои первые с 1998 года выступления в Австралии на Stone Festival в Сиднее.
24 марта 2015 года Van Halen объявили 39-дневный тур с Ротом, который прошёл с июля по октябрь 2015 года по Северной Америке. В апреле 2015 года Эдди Ван Хален сказал Rolling Stone, что группа, вероятно после тура, «сядет и сделает студийную запись». Тем не менее, группа не была активна с момента окончания тура.
31 марта 2015 года группа выпустила концертный альбом — Tokyo Dome Live in Concert, записанный в Токио. Этот альбом включает в себя только песни эры Дэвида Ли Рота в концертном варианте.
12 сентября 2019 года группа объявила, что выпустит бокс-сет японских синглов. Его релиз состоялся 1 ноября того же года.
30 сентября 2019 года, продвигая грядущий сольный концерт 2020 года, Рот выразил неуверенность в будущем группы, заявив: «Я думаю, что Van Halen закончили». Тем не менее, Сэмми Хагар в интервью в мае 2020 года сказал, что он считает иначе: «Пока Эд или Алекс Ван Хален не умрут, они ещё не закончены». Он выразил надежду, что группа сможет воссоединиться с ним и Энтони, сказав: «Моя мечта — это тур Сэма и Дэйва с Эдом, Алом и Майком». 6 ноября в интервью Rolling Stone, Вольфганг подтвердил, что группа рассматривала воссоединение в качестве «кухонной раковины» с Хагаром, Энтони и Чероне до болезни Эдди.
6 октября 2020 года Вольфганг в своём аккаунте в Twitter объявил, что Эдди умер от рака, поставив будущее группы в ещё большую неопределённость. Его смерть наступила всего через десять дней после смерти оригинального басиста Van Halen Марка Стоуна, так же от рака. В своём интервью Ховарду Стерну в ноябре 2020 года Вольфганг Ван Хален подтвердил конец группы, заявив: «У вас не может быть Van Halen без Эдди Ван Халена.»

## Состав
Последние участники
- Эдди Ван Хален — гитара (1972—2020; его смерть), бэк-вокал (1974—2020; его смерть), клавишные (1979—1997); ведущий вокал (1972—1974)
- Алекс Ван Хален — ударные, перкуссия (1972—2020); бэк-вокал (1993, 1990—1991)
- Дэвид Ли Рот — ведущий вокал, иногда акустическая гитара и синтезатор (1974—1985, 1996, 2007—2020)
- Вольфганг Ван Хален — бас-гитара, бэк-вокал (2006—2020)

Бывшие участники
- Марк Стоун — бас-гитара, бэк-вокал (1972—1974; умер в 2020)
- Майкл Энтони — бас-гитара, бэк-вокал (1974—2006)
- Сэмми Хагар — ведущий вокал, гитара (1985—1996, 2003—2005)
- Гари Чероне — ведущий вокал (1996—1999)

## Дискография
Студийные альбомы
- Van Halen (1978)
- Van Halen II (1979)
- Women and Children First (1980)
- Fair Warning (1981)
- Diver Down (1982)
- 1984 (1984)
- 5150 (1986)
- OU812 (1988)
- For Unlawful Carnal Knowledge (1991)
- Balance (1995)
- Van Halen III (1998)
- A Different Kind of Truth (2012)

## Концертные туры
| Длительность                | Тур                                | Состав       | Состав              | Состав         | Состав          | Концерты |
| Длительность                | Тур                                | Вокал        | Бас-гитара          | Гитара         | Ударные         | Концерты |
| --------------------------- | ---------------------------------- | ------------ | ------------------- | -------------- | --------------- | -------- |
| Март — Декабрь 1978         | Van Halen World Tour               | Дэвид Ли Рот | Майкл Энтони        | Эдди Ван Хален | Алекс Ван Хален | 180      |
| Март—Октябрь 1979           | World Vacation Tour                | Дэвид Ли Рот | Майкл Энтони        | Эдди Ван Хален | Алекс Ван Хален | 110      |
| Март—Ноябрь 1980            | World Invasion Tour                | Дэвид Ли Рот | Майкл Энтони        | Эдди Ван Хален | Алекс Ван Хален | 130      |
| Май—Октябрь 1981            | Fair Warning Tour                  | Дэвид Ли Рот | Майкл Энтони        | Эдди Ван Хален | Алекс Ван Хален | 86       |
| Июль 1982—Май 1983          | Hide Your Sheep Tour               | Дэвид Ли Рот | Майкл Энтони        | Эдди Ван Хален | Алекс Ван Хален | 98       |
| Январь—Сентябрь 1984        | 1984 Tour                          | Дэвид Ли Рот | Майкл Энтони        | Эдди Ван Хален | Алекс Ван Хален | 106      |
| Март—Ноябрь 1986            | 5150 Tour                          | Сэмми Хагар  | Майкл Энтони        | Эдди Ван Хален | Алекс Ван Хален | 112      |
| Сентябрь 1988— Февраль 1989 | OU812 Tour                         | Сэмми Хагар  | Майкл Энтони        | Эдди Ван Хален | Алекс Ван Хален | 46       |
| Август 1991— Май 1992       | For Unlawful Carnal Knowledge Tour | Сэмми Хагар  | Майкл Энтони        | Эдди Ван Хален | Алекс Ван Хален | 99       |
| Апрель—Август 1993          | Right Here Right Now Tour          | Сэмми Хагар  | Майкл Энтони        | Эдди Ван Хален | Алекс Ван Хален | 60       |
| Март—Ноябрь 1995            | Balance Tour                       | Сэмми Хагар  | Майкл Энтони        | Эдди Ван Хален | Алекс Ван Хален | 134      |
| Март—Ноябрь 1998            | III Tour                           | Гэри Чероне  | Майкл Энтони        | Эдди Ван Хален | Алекс Ван Хален | 85       |
| Июнь—Ноябрь 2004            | Summer Tour                        | Сэмми Хагар  | Майкл Энтони        | Эдди Ван Хален | Алекс Ван Хален | 80       |
| Сентябрь 2007— Июль 2008    | North American Tour                | Дэвид Ли Рот | Вольфганг Ван Хален | Эдди Ван Хален | Алекс Ван Хален | 83       |
| Январь 2012— Июль 2013      | A Different Kind of Truth Tour     | Дэвид Ли Рот | Вольфганг Ван Хален | Эдди Ван Хален | Алекс Ван Хален | 60       |
| Июль—Октябрь 2015           | North American Tour                | Дэвид Ли Рот | Вольфганг Ван Хален | Эдди Ван Хален | Алекс Ван Хален | 44       |